# Tijgerklauwier
De tijgerklauwier (Lanius tigrinus) is een zangvogel uit de familie klauwieren (Laniidae).

## Verspreiding en leefgebied
Deze soort broedt in het verre oosten van Azië en overwintert in Zuidoost-Azië tot op de Grote Soenda-eilanden.

## Status
De grootte van de populatie is niet gekwantificeerd maar de soort wordt omschreven als zeldzaam in China en Rusland, schaars in Japan en vrij algemeen in Korea. Op de Rode lijst van de IUCN heeft deze soort de status niet bedreigd.